# Lista de membros da Royal Society eleitos em 1802
Esta é uma lista de Membros da Royal Society eleitos em 1802.

## Fellows of the Royal Society (FRS)
1. George Biggin (ca. 1762–1803)
2. Jacques Louis, Count of Bournon (1751–1825)
3. Charles Burney (1757–1817)
4. Astley Cooper (1768–1841)
5. William Cruickshank
6. Alexander Hamilton Douglas, 10th Duke of Hamilton (1767–1852)
7. Gilbert Elliot Murray-Kynynmond (1751–1814)
8. Richard Fowler (1765–1863)
9. Edward Hilliard (-1816)
10. Edward Knatchbull (1781–1849)
11. George Knox (1765–1827)
12. John Liptrap
13. Maximiliano I José da Baviera (1756–1825)
14. Langford Millington (-1807)
15. David William Murray, 3rd Earl of Mansfield (1777–1840)
16. Lord Webb John Seymour (1777–1819)
17. Robert Stewart, 2.º Marquês de Londonderry (1769–1822)
18. John Trotter (ca. 1766–1819)
19. Dawson Turner (1775–1858)
20. James Ware (1756–1815)
21. Robert Woodhouse (1773–1827)